# Kate Mulgrew
Katherine Kiernan Mulgrew, detta Kate (Dubuque, 29 aprile 1955), è un'attrice e doppiatrice statunitense, attiva a teatro, al cinema e in televisione.
È nota principalmente per i personaggi di Kathryn Janeway del franchise di Star Trek, parte che le è valsa un Satellite Award nel 1998 e altri premi e candidature; di Galina "Red" Reznikov in Orange Is the New Black, parte che le è valsa un  Critics' Choice Television Awards nel 2014, una candidatura ai Primetime Emmy Awards del 2014 e altri premi e candidature; di Kate Columbo, moglie del tenente Colombo, nello spin-off Mrs. Columbo, parte che le è valsa una candidatura ai Golden Globe nel 1980.

## Biografia

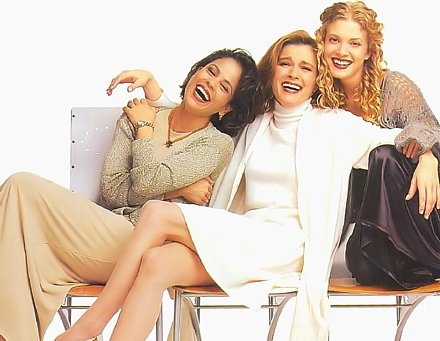
Kate Mulgrew tra le attrici di Star Trek: Voyager Roxann Dawson e Jennifer Lien

Kate Mulgrew nasce a Dubuque, Iowa, il 29 aprile 1955, seconda di otto fratelli, da Thomas James "T.J." Mulgrew Jr., un imprenditore, e Joan Virginia Mulgrew, nata Kiernan, un'artista e pittrice. Alla nascita presenta già una dentizione completamente sviluppata. La sua famiglia ha origini irlandesi. Appena dodicenne, Kate inizia a dimostrare interesse per il mondo della recitazione e sua madre le fa leggere le biografie di grandi attrici, decidendo di iscriverla quindi a una scuola estiva di recitazione. Nel frattempo frequenta la Wahlert High School, a Dubuque. All'età di 17 anni, si trasferisce a New York per iniziare una scuola di recitazione. Nel periodo che trascorre all'Università di New York, entra a far parte del conservatorio di Stella Adler. Ma abbandona quasi subito l'università per dedicarsi completamente a ciò che maggiormente l'attrae.
All'inizio della sua carriera riesce a farsi strada ottenendo una parte nella serie televisiva I Ryan, dove interpreta il ruolo di Mary Ryan Fenelli dal 1975 al 1978, e ancora nel 1983, 1986 e 1989. Nel 1979 interpreta la celebre (e misteriosa) moglie del tenente Colombo, Kate Columbo, nella serie spin-off di Colombo, Mrs. Columbo, inedita in Italia e andata in onda per due stagioni.
Nel 1995 ottiene il ruolo che la rende maggiormente celebre: quello del capitano Kathryn Janeway nella serie televisiva di fantascienza Star Trek: Voyager, quarta serie televisiva live action del franchise di fantascienza Star Trek, creato negli anni sessanta da Gene Roddenberry con la serie classica Star Trek. Kate Mulgrew interpreta il Capitano Janeway nella serie televisiva dal 1995 al 2001. Riprende il personaggio in un successivo cameo nel film Star Trek - La nemesi (Star Trek: Nemesis, 2002), dove si apprende essere ascesa al grado di ammiraglio. Ancora, presta la voce nell'edizione originale della serie al personaggio in qualità di ologramma di emergenza a bordo della USS Prodigy e successivamente nell'ammiraglio Janeway in carne e ossa, nella serie animata del 2021 Star Trek: Prodigy e conseguentemente nella serie antologica Star Trek Logs dal 2022 al 2023.
Nel 2013 viene scelta per interpretare il ruolo di Galina "Red" Reznikov nella serie televisiva Orange Is the New Black, al primo anno di produzione. Continuerà a incarnare il personaggio per 91 episodi, fino al 2019, dalla prima alla settima e ultima stagione della serie.

## Filmografia parziale

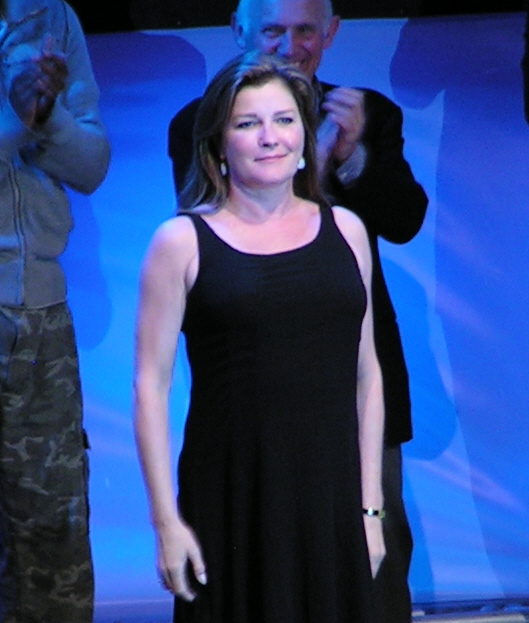
Kate Mulgrew nel 2007

### Attrice

#### Cinema
- Lovespell, regia di Tom Donovan (1981)
- A Stranger Is Watching, regia di Sean S. Cunningham (1982)
- Il mio nome è Remo Williams (Remo Williams: The Adventure Begins), regia di Guy Hamilton (1985)
- Getta la mamma dal treno (Throw Momma from the Train), regia di Danny DeVito (1987)
- Round Numbers, regia di Nancy Zala (1992)
- Vacanze a modo nostro (Camp Nowhere), regia di Jonathan Prince (1994)
- The Bomber Boys - Un'avventura esplosiva! (Captain Nuke and the Bomber Boys), regia di Charles Gale (1996)
- Star Trek - La nemesi (Star Trek: Nemesis), regia di Stuart Baird (2002) – Kathryn Janeway
- Perception, regia di Irving Schwartz (2005)
- Star Trek: The Experience - Borg Invasion 4D, regia di Ty Granoroli – cortometraggio (2004)
- The Response, regia di Adam Rodgers – cortometraggio (2008)
- The Best and the Brightest, regia di Josh Shelov (2010)
- Drawing Home, regia di Markus Rupprecht (2016)
- The Birds Sing Too Loud, regia di Jack Kenny – cortometraggio (2018)
- The Magnificent Meyersons, regia di Evan Oppenheimer (2021)

#### Televisione
- The Wide World of Mystery – serie TV, un episodio (1975)
- I Ryan (Ryan's Hope) – serie TV, 421 episodi (1975-1989)
- The American Woman: Portraits of Courage, regia di Robert Deubel – film TV (1976)
- The Word, regia di Richard Lang – miniserie TV (1978)
- Dallas – serie TV, episodio 2x11 (1978)
- Jennifer - La storia di una donna (Jennifer: A Woman's Story), regia di Guy Green – film TV (1979)
- Mrs. Columbo – serie TV, 13 episodi (1979-1980)
- A Time for Miracles, regia di Michael O'Herlihy – film TV (1980)
- I Manion (The Manions of America), regia di Joseph Sargent e Charles S. Dubin – miniserie TV (1981)
- Jessie – serie TV, episodio 1x05 (1984)
- A cuore aperto (St. Elsewhere) – serie TV, episodi 4x17-4x18 (1986)
- Cin Cin (Cheers) – serie TV, episodi 4x24-4x25-4x26 (1986)
- Disneyland – serie TV, episodio 30x17 (1986)
- Carly Mills, regia di Rod Daniel – film TV (1986)
- Roses Are for the Rich, regia di Michael Miller – film TV (1987)
- Hotel – serie TV, episodio 5x03 (1987)
- La signora in giallo (Murder, She Wrote) – serie TV, episodi 3x12-8x16-10x17 (1987-1994)
- Roots: The Gift, regia di Kevin Hooks – film TV (1988)
- Heartbeat – serie TV, 18 episodi (1988-1989)
- Life in Desire, regia di Lee Shallat Chemel – film TV (1990)
- Daddy, regia di Michael Miller – film TV (1991)
- Amicizia fatale (Fatal Friendship), regia di Bradford May – film TV (1991)
- Man of the People – serie TV, 10 episodi (1991-1992)
- Murphy Brown – serie TV, episodio 4x24 (1992)
- For Love and Glory, regia di Roger Young – film TV (1993)
- Star Trek Continuum, regia di Dan Curry – film TV (1995)
- Star Trek: Voyager – serie TV, 168 episodi (1995-2001) – Kathryn Janeway
- Riddler's Moon, regia di Don McBrearty – film TV (1998)
- Law & Order - Unità vittime speciali (Law & Order: Special Victims Unit) – serie TV, episodio 7x21 (2006)
- The Black Donnellys – serie TV, 9 episodi (2007)
- Mercy – serie TV, 10 episodi (2009-2010)
- Warehouse 13 – serie TV, 6 episodi (2011-2013)
- NTSF:SD:SUV:: – serie TV, 33 episodi (2011-2013)
- Orange Is the New Black – serie TV, 91 episodi (2013-2019)
- I Live with Models – serie TV, episodio 1x06 (2015)
- Mr. Mercedes – serie TV, 9 episodi (2019)
- The First Lady – serie TV, 4 episodi (2022)
- L'uomo che cadde sulla Terra (The Man Who Fell to Earth) – serie TV, 7 episodi (2022)
- Flowers in the Attic: The Origin, regia di Declan O'Dwyer e Robin Sheppard – miniserie TV (2022)

### Doppiatrice

#### Cinema
- Flatland 2: Sphereland, regia di Dano Johnson – cortometraggio direct-to-video (2012) - Over-Sphere

#### Televisione
- I pirati dell'acqua nera (The Pirates of Dark Water) - serie animata, episodio 3x02 (1992) - Cressa
- Batman (Batman: The Animated Series) – serie animata, episodi 1x15-1x16-2x12 (1992-1995) - Red Claw
- Wild West C.O.W.-Boys of Moo Mesa - serie animata, episodio 2x09 (1993)
- Mighty Max – serie animata, episodio 2x36 (1994) - Isis
- Aladdin – serie animata, episodio 3x09 (1994) - Queen Hippsodeth
- Gargoyles - Il risveglio degli eroi (Gargoyles) – serie animata, 4 episodi (1996) - Titania/Anastasia Renard
- Gargoyles: The Goliath Chronicles - serie animata, episodio 1x10 (1996) - Titania
- American Dad! – serie animata, episodio 12x10 (2015) - June Rosewood
- Half-Shell Heroes: Blast to the Past, regia di Glen Murakami – film TV (2015) - General Zera
- Stretch Armstrong e i Flex Fighters - serie animata, 15 episodi (2017-2018) - Dr. Racine Cleo
- Bravest Warriors - serie animata, episodi 4x44-4x49 (2018) - Alien/Lady Prunes
- Infinity Train - serie animata, 9 episodi (2019-2021) - The Cat
- Star Trek: Prodigy – serie animata, 40 episodi (2021-2024) - Ologramma di Kathryn Janeway/Kathryn Janeway
- Bubble Guppies - Un tuffo nel blu e impari di più (Bubble Guppies) - serie animata, episodio 6x16 (2022) - Felina Meow
- Star Trek Logs - webserie, 9 episodi (2022-2023) - Kathryn Janeway

#### Videogiochi
- Star Trek: Voyager - Elite Force (2000) - Kathryn Janeway
- Run Like Hell (2002) - Dr. Mek
- Lords of EverQuest (2003) - Lady Kreya
- Star Trek: Legacy (2006) - Kathryn Janeway
- Dragon Age: Origins (2009) - Flemeth
- Dragon Age II (2011) - Flemeth
- Dragon Age: Inquisition (2014) - Flemeth
- Augmented Empire (2017) - Jules Avalon
- Nickelodeon Star Trek Prodigy Supernova (2022) - Ologramma di Kathryn Janeway

### Produttrice
- Columbarium, regia di Roger Mancusi e Katie Schiller – cortometraggio

## Radio
- Expeditionary Force: Homefront - podcast (2019)

## Teatro (parziale)
- Piccola città di Thornton Wilder, regia di Michael Kahn. American Shakespeare Theater di Stratford (1975)
- Otello di William Shakespeare, di John W. Smith. Hartman Theater Company di Stamford (1978)
- Il maggiore Barbara di George Bernard Shaw, di Daniel Sullivan. Seattle Repertory Theatre di Seattle (1982)
- La gatta sul tetto che scotta di Tennessee Williams, di John Going. Syracuse Stage di New York (1982)
- Il misantropo di Molière, regia di Garland Wright. Seattle Repertory Theatre di Seattle (1984)
- Misura per misura di William Shakespeare, regia di Robert Egan. Mark Taper Forum di Los Angeles (1985)
- Hedda Gabler di Henrik Ibsen, regia di Robert Egan. Center Theater Group di Los Angeles (1986)
- The Real Thing di Tom Stoppard, regia di Gordon Davidson Center Theater Group di Los Angeles (1986)
- Tito Andronico di William Shakespeare, regia di Michael Maggio. New York Shakespeare Festival di New York (1989)
- Black Comedy di Peter Shaffer, regia di Gerald Gutierrez. Roundabout Theater Company di New York (1993)
- Maria Stuart di Friedrich Schiller, regia di Erica Shmidt. Classic Stage Company di New York (2004)
- Equus di Peter Shaffer, regia di Thea Sharrock. Broadhurst Theatre di Broadway (2008)
- Antonio e Cleopatra di William Shakespeare, regia di Tina Landau. Hartford Stage Company di Hartford (2010)

## Libri
- (EN) Born with Teeth. A Memoir, Boston, Massachusetts, Little, Brown and Company, 2015, ISBN 978-0316334310.
- (EN) How to Forget. A Daughter's Memoir, New York, William Morrow, 2019, ISBN 978-0062846815.

## Discografia parziale

### Audiolibri
- 1996 - Jeri Taylor Star Trek: Voyager - Mosaic
- 2003 - Matthew Lombardo Tea at Five
- 2016 - Joe Hill NOS4A2
- 2015 - Born With Teeth: A Memoir
- 2019 - Creaig Alanson Homefront
- 2019 - How To Forgett
- 2019 - The Space Race (Audible)
- 2021 - The Autobiography of Kathryn Janeway

### Singoli
- 2008 - Goodnight Moon And The Runaway Bunny Concerto (con Lauren Flanagan)

## Riconoscimenti
- Golden Globe
  - 1980 - Candidatura alla miglior attrice non protagonista in una serie drammatica per Mrs. Columbo
- Academy of Science Fiction, Fantasy & Horror Films
  - 1998 - Miglior attrice televisiva di genere per Star Trek: Voyager
  - 1999 - Candidatura alla miglior attrice televisiva di genere per Star Trek: Voyager
  - 2000 - Candidatura alla miglior attrice televisiva di genere per Star Trek: Voyager
  - 2001 - Candidatura alla miglior attrice televisiva per Star Trek: Voyager
  - 2021 - Candidatura alla miglior interpretazione come ospite in una serie televisiva per Mr. Mercedes
- Critics' Choice Television Awards
  - 2014 - Miglior attrice non protagonista in una serie commedia per Orange Is the New Black
- Gold Derby Award
  - 2014 - Miglior attrice non protagonista in una commedia Orange Is the New Black
- International Online Cinema Awards
  - 2014 - Miglior attrice non protagonista per Orange Is the New Black
- Online Film & Television Association
  - 1998 - Candidatura alla miglior attrice in una serie drammatica per Star Trek: Voyager
  - 2001 - Candidatura alla miglior attrice in una serie drammatica per Star Trek: Voyager
  - 2014 - Candidatura alla miglior attrice non protagonista in una serie commedia per Orange Is the New Black
- Primetime Emmy Awards
  - 2014 - Candidatura alla miglior attrice non protagonista in una serie commedia per Orange Is the New Black
- Satellite Award
  - 1998 - Miglior attrice in una serie drammatica per Star Trek: Voyager
- Screen Actors Guild Award
  - 2015 - Miglior cast in una serie commedia per Orange Is the New Black (condiviso con altri)
  - 2016 - Miglior cast in una serie commedia per Orange Is the New Black (condiviso con altri)
  - 2017 - Miglior cast in una serie commedia per Orange Is the New Black (condiviso con altri)
  - 2018 - Candidatura al miglior cast in una serie commedia per Orange Is the New Black (condiviso con altri)
- Voice Arts Awards
  - 2020 - Miglior narratore di audiolibri - Storia - Miglior doppiatore per The Space Race

## Doppiatrici italiane
Nelle versioni in italiano delle opere in cui ha recitato, Kate Mulgrew è stata doppiata da:
- Angiola Baggi in La signora in giallo (ep. 8x16), Orange Is the New Black, Mr. Mercedes, L'uomo che cadde sulla Terra
- Daniela Nobili in Star Trek: Voyager, Star Trek - La nemesi
- Cinzia De Carolis in Law & Order - Unità vittime speciali, The First Lady
- Cristina Boraschi in Dallas
- Silvia Pepitoni ne Il mio nome è Remo Williams
- Aurora Cancian ne La signora in giallo (ep. 3x12)
- Isabella Pasanisi in Getta la mamma dal treno
- Margherita Sestito ne La signora in giallo (ep. 10x17)
- Stefania Romagnoli in The Black Donnellys
- Marina Thovez in NTSF:SD:SUV::

Da doppiatrice è stata sostituita da:
- Luisa Ziliotto in Star Trek: Prodigy